# Lhotka (Východolabská tabule)
Lhotka (225 m n. m.) je vrch v okrese Pardubice Pardubického kraje. Leží asi 2 km severovýchodně od obce Kladruby nad Labem, na pomezí katastrálních území vsi Komárov a obce Strašov.

## Geomorfologické zařazení
Geomorfologicky vrch náleží do celku Východolabská tabule, podcelku Pardubická kotlina a okrsku Kladrubská kotlina, jehož je to nejvyšší bod.
Podle podrobnějšího členění Balatky a Kalvody, které okrsek Kladrubská kotlina nezná, náleží vrch do okrsku Přeloučská kotlina.